# Vía de 4 carbonos

Vía de C4 (Hatch-Slack).

La vía de 4 carbonos, vía C4 o ruta C4, también denominada vía de Hatch-Slack en honor a sus descubridores, es una serie de reacciones bioquímicas de fijación del CO2 atmosférico en plantas. La asimilación del CO2 se realiza mediante las reacciones del ciclo de Calvin; pero en las plantas C4, previa a la carboxilación de la ribulosa-1,5-bisfosfato catalizada por la enzima RuBisCO, que produce ácido fosfoglicérico de tres átomos de carbono, se produce una primera carboxilación del ácido fosfoenolpirúvico (PEP) que origina como producto estable primario un ácido dicarboxílico de cuatro átomos de carbono (málico o aspártico). Este tipo de plantas consigue concentrar el CO2 en torno a la enzima RuBisCO, llegando casi a su nivel de saturación y haciéndola así más eficaz en la segunda carboxilación al evitar al máximo la pérdida de CO2 en la fotorrespiración. Esta mejora en la asimilación del CO2 atmosférico es posible gracias a que las carboxilaciones sucesivas se separan espacialmente para el CO2.
Debido al método más eficaz de fijación de CO2 en plantas C4, no es necesario mantener los estomas abiertos todo el tiempo para garantizar el intercambio de gases activo, lo que significa que se minimizan las pérdidas de agua durante la transpiración vegetal. Por esta razón, las plantas C4 pueden crecer en hábitats más secos, a altas temperaturas, en condiciones de salinidad y falta de CO2. Sin embargo, los pasos adicionales requeridos para la fijación de carbono en la vía C4 requieren un aporte de energía adicional en forma de ATP. En el ciclo de Calvin, las plantas C4, así como las plantas C3, usan 3 moléculas de ATP para fijar una molécula de CO2 y 2 moléculas de NADPH. Para la regeneración del aceptor de carbono en la vía de 4 carbonos, es decir, la conversión de piruvato en PEP, se requieren 2 moléculas de ATP adicionales. Como resultado, una molécula de CO2 en la vía C4 consume 5 moléculas de ATP y 2 moléculas de NADPH. Por esta razón, las plantas C4 requieren un mayor nivel de exposición a la luz solar para un crecimiento óptimo.

## Historia
La primera mención de que el ácido dicarboxílico de cuatro carbonos pudiera ser el primer producto de la fotosíntesis se publicó en 1954 en estudios con caña de azúcar como una nota breve sin referencia presentado en el informe anual de la estación experimental de la Asociación de Plantadores de Azúcar de Hawái. Fue en 1957 que se considera el momento del descubrimiento de un "nuevo tipo de fotosíntesis". Este trabajo apareció con más detalle como una breve comunicación entre un grupo de investigadores que se publicó hasta 1965. El retraso se debe a la discrepancia entre los resultados obtenidos por los investigadores y los datos obtenidos en el laboratorio de Melvin Calvin, quien mantenía en ese momento estrecho contacto con el grupo hawaiano.
Replicando los resultados del grupo hawaiano de 1960 sobre el etiquetado radiactivo de los productos de la fotosíntesis de la caña de azúcar, equipos de investigadores dirigidos por Roger Slack y Marshall Davidson Hatch identificaron al oxaloacetato como el primer aceptor de carbono, utilizando una técnicas especiales. Con base en estos datos, se elaboró un modelo de trabajo simple y en 1966 se publicó un artículo en el que se describió por primera vez esta vía bioquímica como un nuevo tipo de fotosíntesis, fundamentalmente diferente del ciclo de Calvin.
En investigaciones subsecuentes, Hatch y Slack iniciaron el proceso de descifrar la vía de C4. Postularon y confirmaron el rol de la PEP carboxilasa en la fijación primaria de CO2, descubrieron la Piruvato, fosfato dicinasa vegetal, algo antes encontrada en bacterias, así como la malato deshidrogenasa dependiente de NADP previamente desconocida. Además, investigaron la localización de estos, así como de otras enzimas en las células del mesófilo y la vaina del fascículo. En ese momento, se pensaba que los ácidos dicarboxílicos tetracarbonados debían transferir un átomo de carbono a algún precursor. Para formar triosa fosfato en una reacción de percarboxilación. Sin embargo, más tarde, cuando se descubrió que la enzima descarboxilante NADP-málica se localiza en grandes cantidades en las células de la vaina, quedó claro que el CO2 entraría en el ciclo de Calvin como resultado de la re-fijación, y esta hipótesis se descartó. En 1970, Hatch y Slack, en una reunión internacional en Canberra, presentaron un esquema detallado de la fotosíntesis C4 del tipo NADP-malato deshidrogenasa, donde la audiencia sugirió que esta vía sirve para concentrar el CO2 en las células de la vaina. La importancia de este mecanismo de bombeo para la supresión de la actividad oxigenasa y fotorrespiración de Rubisco se hizo evidente solo en los siguientes años.

## Anatomía foliar

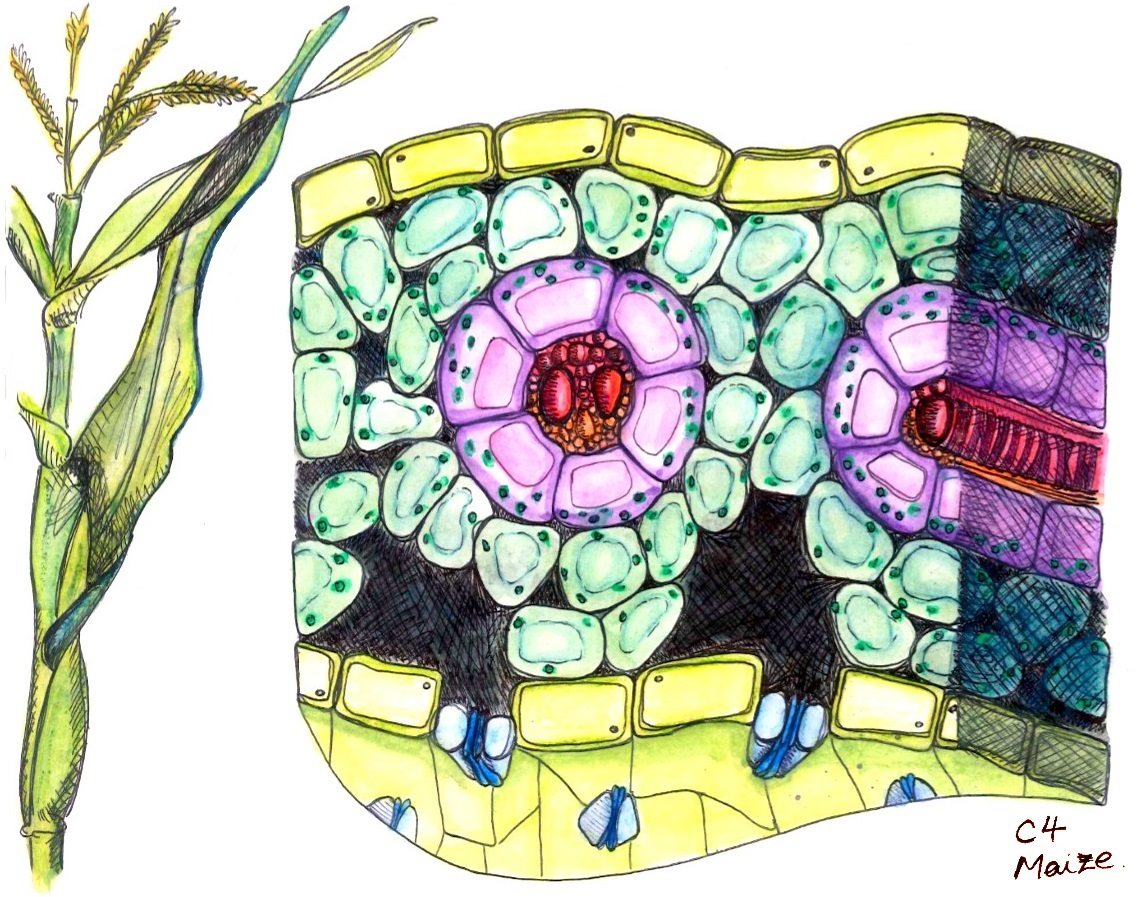
Corte de una sección de una hoja de una planta C4, específicamente el maíz. Se puede ver la estructura Kranz.

En las plantas C4 la anatomía foliar generalmente se modifica de manera que se forman dos tipos celulares implicados en la fotosíntesis: las células de la vaina y las células del mesófilo que conforman la típica anatomía en corona o de Kranz. Las células de la vaina con una pared más gruesa, se distribuyen formando un anillo alrededor de los haces vasculares y las del mesófilo se encuentran bajo la epidermis rodeando  a las de la vaina. Estas células presentan dos tipos de cloroplastos distintos de manera que en los del mesófilo se produce la primera carboxilación y en los de las células de la vaina se produce la reducción del carbono (ciclo de Calvin).
Existen otras modificaciones en la anatomía de las C4 ya que no todas presentan la anatomía Kranz o en corona clásica. Además, dependiendo de la enzima que utilizan en la descarboxilación de las moléculas de cuatro átomos de carbono se han descrito tres subtipos diferentes: 1) málico descarboxilasa dependiente de NADP, 2) de NAD o 3) PEP carboxiquinasa. Estos subtipos implican diferentes diferencias morfológicas tales como la distribución de los cloroplastos en las células de la vaina con respecto al haz vascular.
La presencia  de cloroplastos con poca grana o agranales en las células de la vaina, pone de manifiesto la falta de fotosistema II, por lo que estos cloroplastos no son capaces de generar potencial reductor fotoquímicamente. El poder reductor probablemente lo tiene que proporcionar el malato procedente del mesófilo para reducir NADP por lo que, frecuentemente, las C4 con poca grana en las células de la vaina son formadoras de malato, es decir del tipo NAD-ME o PCK. La distribución centrífuga de los cloroplastos de las células de la vaina facilitaría el acoplamiento entre los cloroplastos de la vaina y los del mesófilo para intercambiar malato y por tanto suministrar el poder reductor.
Cuando los cloroplastos de la vaina tienen grana pueden distribuirse de forma centrípeta o centrífuga, pero las especies que tienen distribución centrípeta suelen ser formadoras de aspartato (tipo NAD-ME).

## Mecanismo
En las plantas C3, las reacciones oscuras de la fotosíntesis comienzan con la fijación de CO2 por la enzima Rubisco sobre el aceptor ribulosa-1,5-bisfosfato y producen la formación de dos moléculas de 3-fosfoglicerato. Debido a la doble actividad (carboxilasa y oxigenasa) de Rubisco, parte del sustrato para la fijación de CO2 interactúa con el oxígeno y se oxida, lo que conduce a una pérdida de sustrato y energía, y también conlleva costos adicionales por la utilización del material formado, el compuesto de dos carbonos, 2-fosfoglicolato. La suma de estos procesos se llama fotorrespiración y hace una contribución significativa a la reducción de la eficiencia general de la fotosíntesis.
Para superar las limitaciones asociadas con la reacción secundaria de Rubisco en condiciones de bajo contenido de CO2 y alto O2 en la atmósfera, las plantas C4 han desarrollado un mecanismo eficaz para concentrar el CO2 en el sitio de Rubisco, creando condiciones favorables para la función de esta enzima. En lugar de la fijación directa de Rubisco en el ciclo de Calvin, el CO2 se asimila en las células del mesófilo en forma de un ácido orgánico de cuatro carbonos, que luego se transporta a las células de la vaina del haz vascular, donde se descarboxila, liberando CO2. El requisito previo anatómico para la inyección de CO2 es que existe un mayor número de células mesófilas (alrededor de 5-7 por célula de la vaina). Así, el CO2, previamente fijado en cinco celdas, entra en una sola. En las células de la vaina, el CO2 entra en el ciclo de Calvin normal, donde Rubisco se vuelve a fijar y se utiliza para la síntesis de carbohidratos. Debido al gradiente constante de metabolitos, así como a la pared de las células de revestimiento impermeable al CO2, la concentración de CO2 en el sitio de carboxilación de Rubisco, incluso con los estomas cerrados, aumenta 14 veces en comparación con la concentración de equilibrio de CO2 en agua (de 5 μmol/L a 70 μmol/L respectivamente). A concentraciones tan altas de CO2 en el sitio de carboxilación, la reacción de oxigenasa se suprime en gran medida, aumenta la eficiencia de la fotosíntesis y disminuyen las pérdidas de energía debido a la fotorrespiración.